# Андреев, Андрей Григорьевич
Андрей Григорьевич Андреев — советский хозяйственный, государственный и политический деятель, начальник Белорусской железной дороги, город Минск. Герой Социалистического Труда (03.07.1986).

## Биография
Родился в марте 1927 года в городе Остров Ленинградской, ныне Псковской области. Русский по национальности, член КПСС.
С 1944 года — на хозяйственной, общественной и политической работе. В 1944—1990 гг. — старший весовщик на станции Лунинец, старший инженер коммерческой службы Минской железной дороги, начальник станции Барановичи-Центральные, начальник Витебского отделения Белорусской железной дороги.
В 1974—1981 годах — начальник Дальневосточной железной дороги, город Хабаровск. В 1981—1990 годах — начальник Белорусской железной дороги, город Минск.
За годы работы руководителем Белорусской железной дороги способствовал внедрению многих прогрессивных технологий и инноваций.
Было создано Дорожное конструкторско-технологическое бюро по его инициативе. Группа специалистов которого спроектировала и создала собственную диспетчерскую централизацию, сохранив при этом действующие линейные посты.
Оборудование получило название ДЦ «Минск». Новый опытный образец его прошёл испытания на участке Лида-Мосты. В дальнейшем этими устройствами было оборудовано 220 участков железных дорог в России, Казахстане, Литве, Латвии и Эстонии.
При его участии завершена электрификация направления Москва-Брест с реконструкцией участков дороги под грузовое движение.
А. Г. Андреев проводил «белорусский эксперимент» по повышению эффективности работы, значительному ускорению темпов роста производительности труда на основе введения новых условий оплаты труда.
Под его руководством Белорусская железная дорога начала возводить хозяйственным способом жильё, развивалось подсобное хозяйство, чтобы обеспечить продуктами своих работников.
Указом Президиума Верховного Совета СССР от 3 июля 1986 года за выдающиеся успехи, достигнутые при выполнении заданий одиннадцатой пятилетки и социалистических обязательств по перевозкам народнохозяйственных грузов и пассажиров, и проявленную трудовую доблесть Андрееву Андрею Григорьевичу присвоено звание Героя Социалистического Труда с вручением ордена Ленина и золотой медали «Серп и Молот».
Торжественный ввод в эксплуатацию второго главного пути на однопутном участке Барановичи-Лунинец, который строился за счёт собственных средств (1988). В прокладке магистральных путей таким способом Белорусская ССР была первой в СССР.
В 1990 году — вышел на пенсию.
Проживал в Минске (Белоруссия). Умер 4 марта 2016 года.

### Награды
Награждён орденом Ленина (03.07.1986), 2 орденами Трудового Красного Знамени (04.05.1971; 04.03.1976), орденами Дружбы народов (02.04.1981), «Знак Почёта» (04.08.1966), медалями, знаком «Почётный железнодорожник».